# Platja de Porcía
La platja de Porcía està situada en el concejo asturià d'El Franco i molt prop de la localitat de Campos-Salave. Forma part de la Costa Occidental d'Astúries i presenta catalogació com ZEPA i LIC.

## Descripció
Es tracta d'una platja d'uns 240 metres de longitud i uns 40 metres d'amplària mitjana i té forma triangular. Té una assistència massiva pel que pot tenir en algun moment alt risc però la perillositat de la platja en si és baix. Les sorres són fines i fosques i els accessos rodats són fàcils doncs es pot accedir a uns 500 metres de la platja o una mica menys.
Per accedir a ella cal localitzar els nuclis més propers que són: El Franco, Salave i Campos i està compartida amb Tàpia de Casariego i El Franco i, en dir dels banyistes i experts, és una de les més belles d'Astúries pel que cal circular per l'N-634 la qual cal deixar en entrar en El Franco. Per mitjà d'una carretera local s'arriba al seu accés, totalment remodelat i ben senyalitzat des del principi. Té un gran aparcament entorn d'un parc-platja d'unes 45 Ha. En aquesta platja desemboca mansament el riu Porcía i com hi ha grans concentracions de sorra lluny del mar, aquestes tanquen l'estuari i el riu es divideix en gran quantitat de meandres. Durant la pleamar l'aigua inunda totalment la platja deixant una sèrie d'illots que acreixen la seva bellesa.
La platja està dotada dels serveis de vigilància, aigua potable i dutxes el que la fa molt adequada per a tota la família. Les activitats més recomanades són la pesca submarina i la recreativa, i el senderisme, ja que disposa de quatre sendes per als vianants.